# Hydrochus excavatus
Hydrochus excavatus är en skalbaggsart som beskrevs av Leconte 1855. Hydrochus excavatus ingår i släktet Hydrochus och familjen gyttjebaggar. Inga underarter finns listade i Catalogue of Life.